# Nemoscolus waterloti
Nemoscolus waterloti är en spindelart som beskrevs av Lucien Berland 1920. Nemoscolus waterloti ingår i släktet Nemoscolus och familjen hjulspindlar.
Artens utbredningsområde är Madagaskar. Inga underarter finns listade i Catalogue of Life.